# Disgaggio
Il disgaggio è una tecnica utilizzata per la messa in sicurezza in tempi brevi di una parete  rocciosa, di una scarpata tendente a franare o del fronte di abbattimento di una galleria, sia mineraria sia civile, qualora vi si trovino parti o frammenti che siano soggetti al rischio di distacco e di caduta.
La situazione di rischio può essere determinata da fattori naturali quali forti e persistenti piogge, l'azione erosiva di flussi d'acqua, lo stress determinato dal congelamento e disgelo di acque contenute in fratture della roccia, oppure da fattori legati allo scavo di gallerie o alla coltivazione di cantieri minerari, quale ad esempio la presenza di discontinuità nella roccia in sito, con conseguente abbattimento incontrollato di una parte maggiore di quella calcolata nella progettazione della volata di esplosivo, o di zone non conosciute aventi maggiore resistenza all'esplosione, con il conseguente permanere di spuntoni non abbattuti, ma comunque danneggiati dall'esplosione.

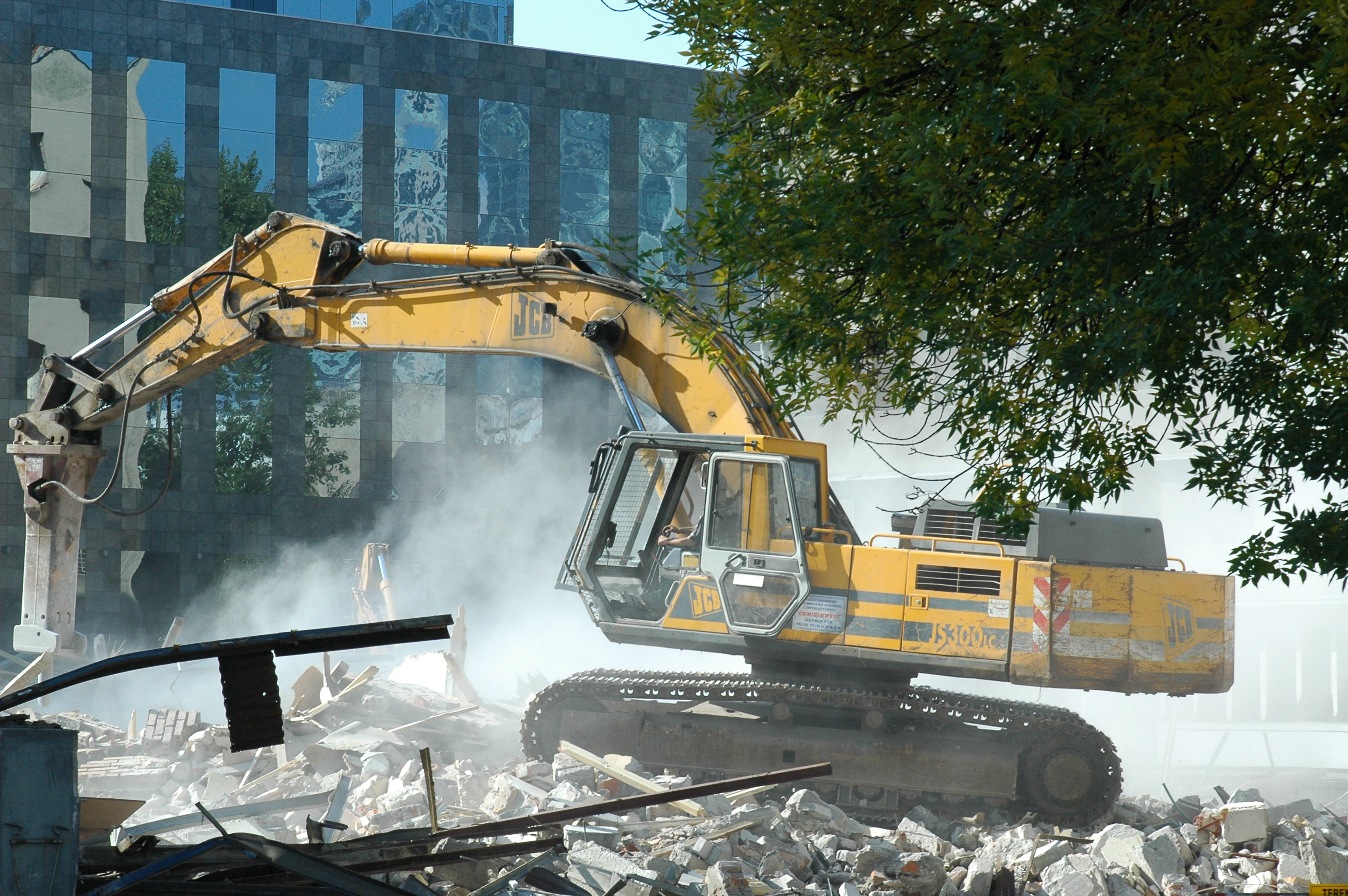
Un martello demolitore montato sul braccio di un escavatore

L'intervento, in particolare negli spazi limitati di una galleria mineraria, presenta una certa dose di rischio, dovendo essere eseguito spesso manualmente dal personale addetto. Il disgaggio viene normalmente effettuato utilizzando lunghe leve, metalliche o in legno con punte metalliche, che permettono di agire su eventuali fenditure della roccia mantenendo una distanza di sicurezza. In particolari condizioni è anche possibile utilizzare attrezzature meccaniche, come lo scalpello di un martello perforatore o una pala caricatrice normalmente utilizzata per lo sgombero del materiale abbattuto. In casi del tutto eccezionali, inoltre, è possibile utilizzare una nuova carica esplosiva limitata e localizzata, con l'utilizzo delle cosiddette cariche cave, ovvero cariche conformate in modo tale da potere essere fatte aderire al punto desiderato e da concentrare la spinta data dall'esplosione in una ben determinata direzione.
Nel caso di pareti rocciose a cielo aperto o nelle ampie gallerie autostradali, viene utilizzato normalmente un martello demolitore (o martellone), un martello pneumatico di grandi dimensioni applicabile al braccio di un escavatore, mentre per scarpate franose può essere sufficiente la cucchiaia di un escavatore per rimuovere le parti pericolanti.